# فرودگاه نیروی هوایی سلطنتی سایرستون
فرودگاه نیروی هوایی سلطنتی سایرستون (به انگلیسی: RAF Syerston) یک فرودگاه نظامی است که یک باند فرود آسفالت دارد و طول باند آن ۱۸۲۷ متر است. این فرودگاه در کشور اسکاتلند قرار دارد و در ارتفاع ۶۹ متری از سطح دریا واقع شده است.